# Surinaamse Korfbal Federatie
De Surinaamse Korfbal Federatie (SKF) is de officiële sportbond voor korfbal van Suriname.
De bond werd in 2017 in Nederland opgericht door Gerald van Dijk en is gevestigd in Amsterdam. Het is een voortzetting van de Surinaamse Korfbal Bond, nadat korfbal in Suriname zo goed als verdwenen was.
Tijdens internationale wedstrijden wordt de SKF vertegenwoordigd door het Surinaams korfbalteam. Het team deed mee aan het Wereldkampioenschap korfbal van 2019 in de Zuid-Afrikaanse stad Durban en bereikte daar de zesde plaats. Tijdens de debuutjaren bestaat het team vrijwel geheel uit Nederlanders van Surinaamse afkomst.

## Geschiedenis
Korfbal werd in of voor 1909 geïntroduceerd in Suriname. Volgens De eerste Surinaamse sportencyclopedie vond op 1 januari 1934 de oprichting plaats van de Surinaamse Korfbal Bond. Hierbij gaat het mogelijk om de formele oprichtingsdatum, want in 1932 is er al sprake van een bestuur. In 1932 begonnen ook de competities in Suriname.
Tijdens de Tweede Wereldoorlog was er weinig tot geen animo voor korfbal en in 1950 werd de competitie opnieuw opgestart. Na nog een lichte bloei in de jaren zestig, zakte de interesse voor korfbal in de jaren zeventig in. Ook in de jaren tachtig werden er nog competities gespeeld, maar was de animo niet groot. In 2017, toen de korfbalsport in Suriname in de vergetelheid geraakt was, werd de Surinaamse Korfbal Federatie opgericht, met het doel korfbal in Suriname nieuw leven in te blazen.